# Рамекин

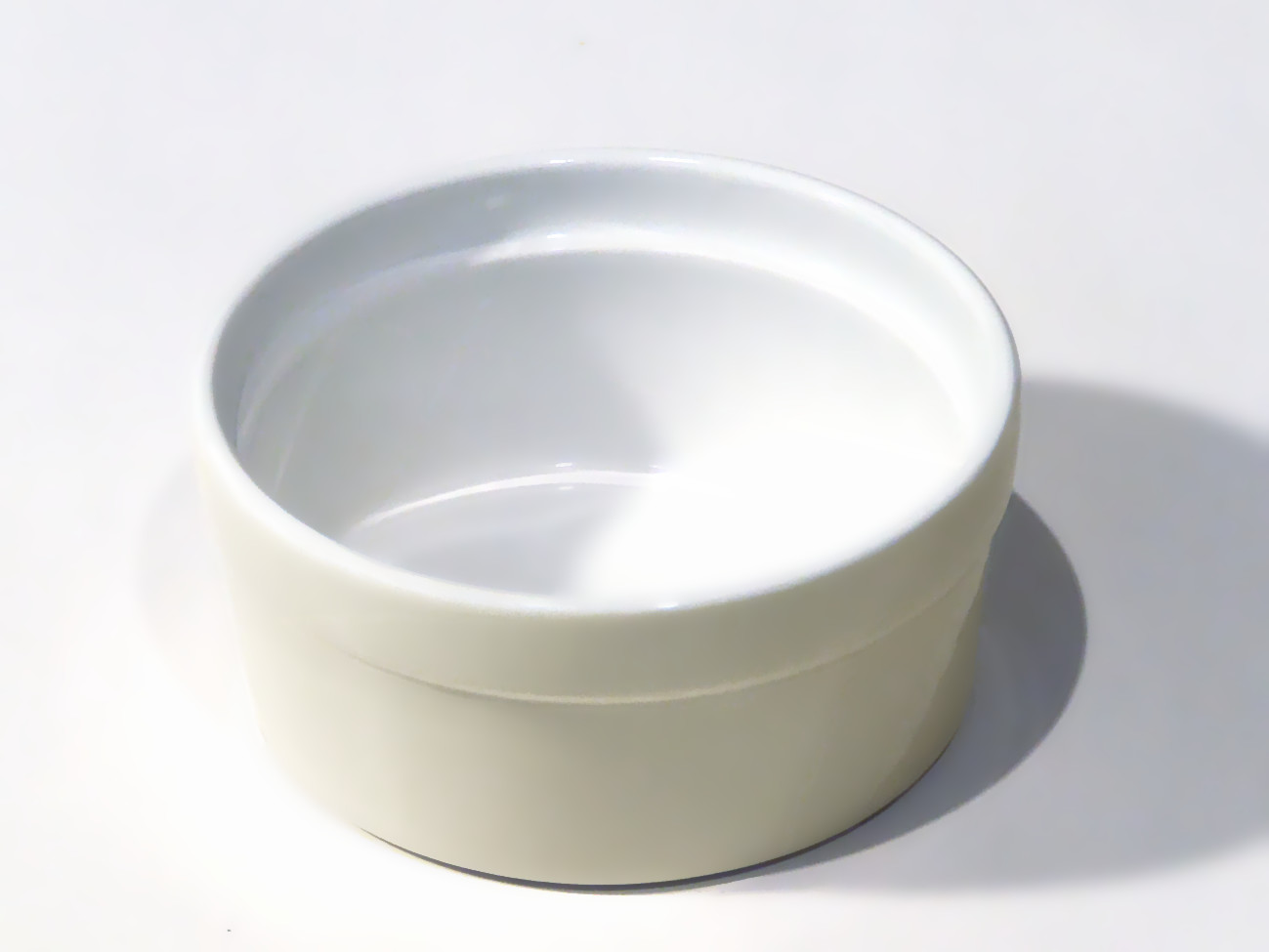
Рамекин

Рамеки́н (рамеке́н фр. ramekin, ramequin) — кухонная посуда из огнеупорной керамики, фарфора или стекла французского происхождения, обычно круглой формы и белого цвета, иногда с ручками. Представляет собой порционный горшочек или формочку для запекания при приготовлении и подаче закусок и десертов. В рамекинах готовят яйца кокот, паштеты, заварные кремы, муссы, суфле.
Название посуды позаимствовано у французского блюда с сыром или творогом, которое, по разным данным, представляет собой сырный пирог, сырные профитроли, палочки или гренки. Именно рамекин фигурирует вместо ватрушки во французском переводе Анри Монго поэмы «Мёртвые души» Н. В. Гоголя.